# Marija Niestierienko
Marija Pietrowna Niestierienko (ur. w sierpniu 1910, zm. 28 października 1941) – radziecka pilotka, żona Pawła Ryczagowa. Aresztowana w 1941 roku i wkrótce rozstrzelana bez procesu.

## Życiorys
Urodziła się w sierpniu 1910 roku we wsi Budy koło Charkowa. Ukończyła szkołę zawodową działającą przy fabryce fajansu w Budach i tak jak reszta rodziny podjęła pracę w tym zakładzie. Zajmowała się malowaniem porcelany. W 1930 roku ukończyła szkołę lotniczą w Charkowie. Przez jakiś czas latała jako pilot cywilny. Została przyjęta do Kaczyńskiej Wyższej Wojskowej Szkoły Lotniczej dla Pilotów i w 1933 roku została pilotem myśliwca. Wyszła za mąż za Bohatera Związku Radzieckiego Pawła Ryczagowa. 19 października 1940 roku major Niestierienko została zastępcą dowódcy Pułku Lotniczego. Na początku wojny z Niemcami, 24 czerwca 1941 roku pod zarzutem zdrady i spisku antypaństwowego aresztowano jej męża. Marija również została aresztowana pod zarzutem ukrywania przestępstw męża. 28 października z rozkazu Berii zostali rozstrzelani razem z innymi 25 osobami niedaleko Kujbyszewa (obecnie Samara). Została zrehabilitowana 6 października 1988 roku.

## Próba pobicia rekordu
27 lipca 1940 roku weszła jako pilot w skład kobiecej załogi, której celem było pobicie rekordu świata w locie ciągłym. Towarzyszyły jej: Marija Michalowa jako drugi pilot i Nina Rusakowa jako nawigator. Lot odbywał się na trasie Chabarowsk – Lwów na samolocie DB-3 „Ukraina”. Z powodu złych warunków pogodowych nie udało im się osiągnąć celu. Samolot w rejonie Krasnojarska wszedł w strefę burzy i w wyniku uszkodzenia nie chciał wznosić się na wyższy pułap. Dodatkowo z powodu oblodzenia załoga traciła kontrolę nad samolotem. Samolot miał problem z wyrównaniem lotu, a gdy załodze to się udało, zgasł lewy silnik. Po chwili zaczął działać, ale ponieważ obawiano się braku paliwa lot został przerwany. W 22:32 h załoga przeleciała 7000 km.

## Odznaczenia
- 1936 Order Czerwonej Gwiazdy[4]
- 1936 Order Czerwonego Sztandaru Pracy[4]

## Upamiętnienie
- Tablica pamiątkowa na budynku szkoły w Budach[5].
- W miejscu egzekucji pod Samarą postawiono pamiątkowy kamień, na którym napisano, że jest to miejsce pochówku ofiar represji z lat 30. i 40. XX wieku[4].